# Aurel (Vaucluse)
Aurel település Franciaországban, Vaucluse megyében. Lakosainak száma 186 fő (2022. január 1.). Aurel Ferrassières, Montbrun-les-Bains, Reilhanette, Brantes, Saint-Trinit, Sault és Savoillan községekkel határos.

## Népesség
A település népességének változása:
| Lakosok száma | 195  | 207  | 213  | 206  | 199  | 193  | 190  | 188  | 186  |
|               | 2013 | 2015 | 2016 | 2017 | 2018 | 2019 | 2020 | 2021 | 2022 |